# Kościół św. Mikołaja w Mikołowie-Bujakowie
Kościół Świętego Mikołaja w Mikołowie-Bujakowie – rzymskokatolicki kościół parafialny w Mikołowie, w dzielnicy Bujaków, w województwie śląskim. Należy do dekanatu Mikołów archidiecezji katowickiej. Mieści się przy ulicy księdza Górka. Stanowi Sanktuarium Matki Bożej Bujakowskiej – Opiekunki Środowiska Naturalnego.

## Architektura

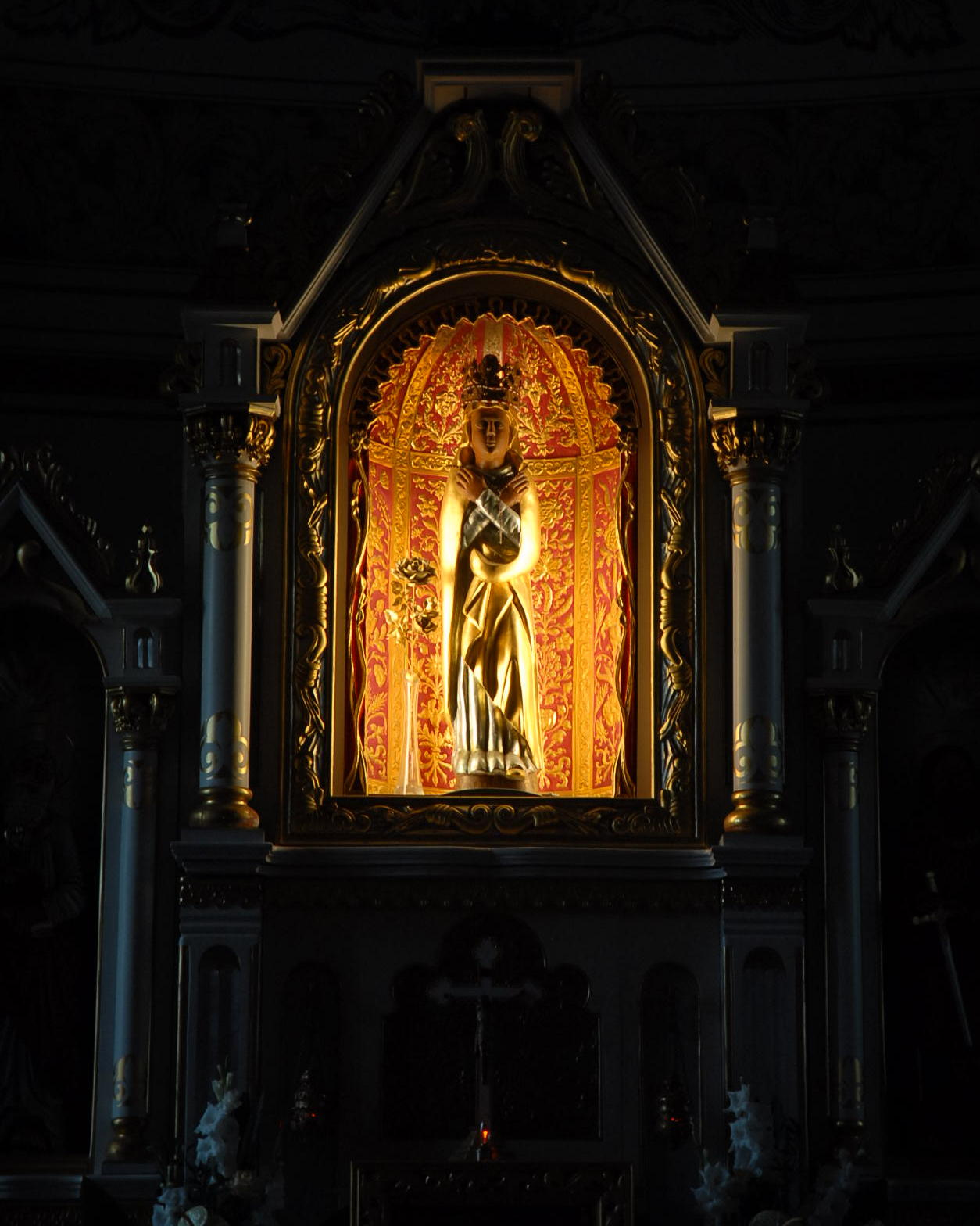
Matka Boża Bujakowska

Świątynia została zbudowana około 1500 roku. W prezbiterium mieści się nowy ołtarz wykonany w 1996 roku wzorowany na drewnianym ołtarzu z 1888 roku. Na szczycie mieści się figura pelikana – jedyny element zachowany ze starego ołtarza. W centralnej części ołtarza, za ruchomym obrazem patrona świątyni – św. Mikołaja – mieści się figura Matki Bożej Bujakowskiej z około 1480 roku, która została uroczyście ukoronowana w 2000 roku przez biskupa Damiana Zimonia.  Figura św. Piotra, pierwszego papieża, znajduje się na desce, z której został wykonany ołtarz, na którym papież Jan Paweł II odprawiał Mszę św. podczas swej wizyty w Skoczowie. Zachowała się również zabytkowa chrzcielnica z przełomu XV/XVI stulecia. Ściany prezbiterium i kaplic zostały wykonane renesansową techniką – sgraffito oraz ozdobione malowidłami. Obrazy w głównej nawie ukazują trzy ofiary opisane w Piśmie Świętym: ofiarę złożoną przez Abla, ofiarę Abrahama z jego syna Izaaka oraz najważniejszą: Chrystusa na Golgocie. Jedna z kaplic poświęcona jest Miłosierdziu Bożemu, a druga św. Józefowi – patronowi rodzin. Główna nawa – najstarsza część świątyni posiada inną stylistykę: na ścianach są umieszczone złocenia, a sufit jest pokryty deskami. Na chórze mieszczą się zabytkowe organy wykonane w 1889 roku, wymagające gruntownego remontu. W wieży świątyni umieszczone są 4 dzwony: „św. Mikołaj”, „Maryja”, „Barbara” oraz „Konstanty”. Witraże przestawiają świętych: Wojciecha, Jacka, Izydora, Franciszka, Antoniego, Jadwigę, Barbarę, Annę oraz Krzysztofa.